# Cam Spencer

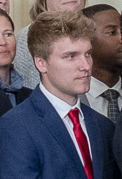
Cam Spencer, 2024.

Cameron "Cam" Spencer, född 6 april 2000 i Davidsonville i Maryland, är en amerikansk professionell basketspelare (PG/SG) som spelar för Memphis Grizzlies i National Basketball Association (NBA).
Han draftades av Detroit Pistons i andra rundan i 2024 års draft som 53:e spelare totalt.
Innan Spencer blev proffs studerade han först på Loyola University Maryland och spelade för deras idrottsförening Loyola Greyhounds. Han blev senare överförd till Rutgers University för spel i Rutgers Scarlet Knights. Spencer bytte återigen och denna gång till University of Connecticut och spela för deras Connecticut Huskies.
Han är bror till Pat Spencer.